# Governo de Unidade Nacional (Hungria)

Brasão de armas utilizadas pelo regime Szálasi.

O Governo de Unidade Nacional (Nemzeti Összefogás Kormánya) era o nome usado pelo governo do Reino da Hungria, entre outubro de 1944 e março de 1945. Este governo, formado pelo Partido da Cruz Flechada, foi criado em 16 de outubro de 1944, após o regente Miklós Horthy ser retirado do poder, durante a Operação Panzerfaust (Unternehmen Eisenfaust). O líder da Cruz Flechada Ferenc Szálasi foi Primeiro Ministro e Chefe de Estado (como líder da nação). Durante o curto governo da Cruz Flechada, dez a quinze mil judeus foram assassinados, e outros 80.000 judeus, incluindo muitas mulheres, crianças e idosos foram deportados da Hungria para a morte no campo de concentração de Auschwitz. Após a guerra, Szálasi e outros líderes do partido foram julgados como criminosos de guerra pelos tribunais húngaros.